# فمینیسم و ملی‌گرایی در جهان سوم
فمینیسم و ملی‌گرایی در جهان سوم (انگلیسی: Feminism and Nationalism in the Third World) نوشته کوماری جایاواردنا اغلب برای مطالعه وضعیت زنان در جهان مورد استفاده قرار می‌گیرد و یک متن کلیدی فمینیسم در جهان سوم است.
جایاواردنا با تمرکز بر مصر، ترکیه، ایران، هند، سری‌لانکا، چین، اندونزی، ویتنام، ژاپن، کره و فیلیپین، تاریخچه جنبش‌های حقوق زنان در آسیا و خاورمیانه را از قرن نوزدهم تا دهه ۱۹۸۰ بررسی کرده‌است. تحقیقات او نشان می‌دهد که فمینیسم یک ایدئولوژی خارجی نیست که به کشورهای جهان سوم تحمیل شده باشد، بلکه در کشورهای آسیایی و خاورمیانه که زنان برای حقوق برابر و مبارزه با وابستگی در خانه و جامعه مبارزه می‌کنند به خواسته آنها تبدیل شده‌است.
جایاواردنا نویسنده چندین کتاب دیگر هم هست، از جمله: ظهور جنبش کارگری در سیلان، خشونت اجباری و اشتراک جنسیت زنان در جنوب آسیا. کتاب فمینیسم و ناسیونالیسم در جهان سوم یکی از آثار مشهور جایاواردناست که مورد توجه جامعه جهانی قرار گرفته‌است.
در سال ۱۹۸۶ این کتاب برای جایزه فورتنایت فمینیست در بریتانیا انتخاب شد و در سال ۱۹۹۲ توسط مجله ام اس مگزین یک مجله طرفدار فمینیسم در آمریکا به عنوان یکی از ۲۰ کتاب مهم در دهه‌های فمینیست (سال‌های ۱۹۷۰ تا ۱۹۹۰) از آن نام برده شده‌است.